# Diren Günay
Diren-Mehmet Günay (* 10. Mai 2003) ist ein deutscher Fußballspieler.

## Karriere
Nach seinen Anfängen in der Jugend von Tennis Borussia Berlin, für die er 24 Spiele in der B-Junioren-Bundesliga bestritt, wechselte er im Sommer 2020 in die Jugendabteilung des FC Viktoria 1889 Berlin. Dort kam er nach 14 Einsätzen in der A-Junioren-Bundesliga, bei denen ihm sieben Tore gelangen, auch zu seinem ersten Einsatz im Profibereich, als er am 12. Dezember 2021, dem 19. Spieltag, bei der 0:3-Auswärtsniederlage gegen den SV Meppen in der 80. Spielminute für Björn Jopek eingewechselt wurde. Am Ende der Drittliga-Spielzeit 2021/22 stieg Günay mit den Himmelblauen wieder in die Regionalliga Nordost ab, 2025 folgte der Abstieg in die Oberliga Nordost. Im Sommer 2025 schloss er sich dem Greifswalder FC an.

## Erfolge
- Landespokalsieger Berlin: 2022